# Việt Nam năm 2023
Dưới đây là sự kiện trong năm tại Việt Nam 2023. Năm 2023 là năm có tín hiệu tích cực của đại dịch COVID-19 tại Việt Nam. Dân số Việt Nam được ước tính đã vượt 100 triệu người vào tháng 4 năm 2023.

## Đương nhiệm
| Ảnh | Vị trí            | Tên                               |
| --- | ----------------- | --------------------------------- |
|     | Tổng bí thư       | Nguyễn Phú Trọng                  |
|     | Chủ tịch nước     | Nguyễn Xuân Phúc (đến 18 tháng 1) |
|     | Chủ tịch nước     | Võ Thị Ánh Xuân (quyền)           |
|     | Chủ tịch nước     | Võ Văn Thưởng (từ 2 tháng 3)      |
|     | Thủ tướng         | Phạm Minh Chính                   |
|     | Chủ tịch Quốc hội | Vương Đình Huệ                    |

## Sự kiện

### Diễn ra trong năm
- Đợt sắp xếp, sáp nhập đơn vị hành chính tại Việt Nam 2023–2030
- Đại dịch COVID-19 tại Việt Nam (dòng thời gian năm 2023)
- Giải bóng đá Vô địch Quốc gia 2023
- Giải bóng đá Hạng Nhất Quốc gia 2023
- Giải bóng đá Cúp Quốc gia 2023
- Giải bóng đá Vô địch Quốc gia 2023–24
- Giải bóng đá Hạng Nhất Quốc gia 2023–24
- Giải bóng đá Cúp Quốc gia 2023–24
- Vụ án sai phạm tại các trung tâm đăng kiểm Việt Nam 2022–2023

### Tháng 1
- 1 tháng 1: 
  - Sổ hộ khẩu và sổ tạm trú giấy được thay thế bằng căn cước công dân gắp chíp.[2]
  - Khởi công 12 dự án thành phần đường cao tốc Bắc – Nam giai đoạn 2.[3]
- 4 tháng 1: Việt Nam lần đầu tiên ghi nhận biến chủng phụ XBB của biến thể Omicron, xuất hiện tại TP. HCM.[4]
- 5 tháng 1: Bổ nhiệm Bí thư Thành ủy Hải Phòng Trần Lưu Quang và Bộ trưởng Bộ Tài nguyên và Môi trường Trần Hồng Hà làm Phó Thủ tướng Chính phủ Việt Nam.[5][6]
- 6 tháng 1: Việt Nam chính thức thiết lập quan hệ ngoại giao với Bahamas.[7]
- 7 tháng 1: Theo thông tin từ Bộ Y tế, Tây Ninh đã ghi nhận biến thể phụ XBB của biến thể Omicron.[8]
- 11 tháng 1: 
  - Công an Thành phố Hồ Chí Minh bắt giữ ông Đặng Việt Hà, Cục Trưởng Cục Đăng kiểm Việt Nam vì tội "nhận hối lộ".[9]
  - Thủ tướng Chính phủ Phạm Minh Chính tới thăm Lào.[10]
- 18 tháng 1: Quốc hội Việt Nam miễn nhiệm chức vụ Chủ tịch nước của ông Nguyễn Xuân Phúc.[11]
- 29 tháng 1: Siêu cúp Bóng đá Quốc gia 2022 tổ chức tại Hà Nội, câu lạc bộ bóng đá Hà Nội giành chức vô địch trong giải đấu này.
- 31 tháng 1: Vụ rơi máy bay Sukhoi Su-22, chiếc máy bay tiêm kích Su-22 của Không quân nhân dân Việt Nam, đã gặp sự cố và rơi ở gần Yên Bái khiến một thiếu tá tử vong.[12]

### Tháng 2
- 14 tháng 2: Một vụ tai nạn giao thông giữa xe khách và container ở Quảng Nam đã khiến 10 người chết và 11 người khác bị thương.[13]
- 16 tháng 2: Chung kết Hoa hậu Sắc đẹp Quốc tế 2023 tổ chức tại thành phố Hồ Chí Minh, Luma Russo giành chiến thắng trong cuộc thi này.

### Tháng 3
- 2 tháng 3: 
  - Kỳ họp bất thường lần thứ 4, Quốc hội khóa XV diễn ra, trong đó có việc kiện toàn nhân sự Chủ tịch nước Cộng hòa xã hội chủ nghĩa Việt Nam.[14]
  - Bầu cử chủ tịch nước Việt Nam năm 2023: Võ Văn Thưởng nhậm chức Chủ tịch nước Việt Nam.[15][16][17]
- 16 tháng 3: Vụ vận chuyển chất cấm của tiếp viên Vietnam Airlines
- 24 tháng 3: Nữ ca sĩ Vy Oanh bị Công an Thành phố Hồ Chí Minh triệu tập sau khi ông Nguyễn Quang Tuấn (con của bà Nguyễn Phương Hằng) tố cáo cô lợi dụng các quyền tự do dân chủ xâm phạm quyền, lợi ích hợp pháp của cá nhân mẹ mình.[18]

### Tháng 4
- 1–2 tháng 4: Vietnam Gameverse 2023 tổ chức tại thành phố Hồ Chí Minh.[19]
- 3–6 tháng 4: Chủ tịch nước Võ Văn Thưởng tiếp đón Toàn quyền Úc David Hurley đến thăm Việt Nam.[20][21] Ngoài ra, Toàn quyền Úc còn gặp gỡ Tổng bí thư Nguyễn Phú Trọng và Chủ tịch Quốc hội Vương Đình Huệ.[22][23]
- 8 tháng 4: Chung kết Hoa hậu Chuyển giới Việt Nam 2023 tổ chức tại thành phố Hồ Chí Minh, Nguyễn Hà Dịu Thảo giành chiến thắng trong cuộc thi này.
- 14 tháng 4: Việt Nam lần đầu tiên ghi nhận biến chủng phụ XBB.1.5 của biến thể Omicron, xuất hiện tại TP. HCM.[24]

### Tháng 5
- 5–17 tháng 5: Việt Nam tham gia Đại hội Thể thao Đông Nam Á 2023.
- 12 tháng 5: Tại phiên họp của Ủy ban Thường vụ Quốc hội, 100% Ủy viên tham gia họp thống nhất trình Quốc hội việc đưa dự án Luật Chuyển đổi giới tính vào Chương trình xây dựng luật, pháp lệnh năm 2024.[25]
- 23 tháng 5: Tại kỳ họp thứ 5 của Quốc hội khóa XV, đa số đại biểu Quốc hội đồng thuận với sự cần thiết ban hành Luật Chuyển đổi giới tính, bổ sung vào Chương trình xây dựng luật, pháp lệnh năm 2024.[26]

### Tháng 6
- 11 tháng 6: Vụ tấn công trụ sở Công an các xã Ea Tiêu và Ea Ktur (huyện Cư Kuin, tỉnh Đắk Lắk).[27][28]

### Tháng 7
- 14 tháng 7: Trang tạp chí điện tử Tri thức trực tuyến Zing News đóng cửa ngừng hoạt động 3 tháng do Quyết định xử phạt vi phạm hành chính của Thanh tra Bộ Thông tin và Truyền thông ngày 14 tháng 7 năm 2023 và quyết định của Hội Xuất bản Việt Nam.[29]
- 22 tháng 7: Chung kết Hoa hậu Thế giới Việt Nam 2023 tổ chức tại Bình Định, Huỳnh Trần Ý Nhi giành chiến thắng trong cuộc thi này.

### Tháng 8
- 12 tháng 8: Tai nạn giao thông giữa hai xe tải và một xe ô tô 4 chỗ trên quốc lộ 14 ở huyện Chư Pưh, tỉnh Gia Lai khiến 3 người thiệt mạng (trong số đó đều là các thành viên của Câu lạc bộ bóng đá Hoàng Anh Gia Lai).[30]
- 19–26 tháng 8: Giải bóng chuyền nữ quốc tế VTV Cup 2023 tổ chức tại Lào Cai, đội tuyển bóng chuyền nữ quốc gia Việt Nam giành chức vô địch trong giải đấu này.
- 27 tháng 8: Chung kết Hoa hậu Hòa bình Việt Nam 2023 tổ chức tại thành phố Hồ Chí Minh, Lê Hoàng Phương giành chiến thắng trong cuộc thi này.

### Tháng 9
- 9 tháng 9: Giải Cánh diều 2023 tổ chức tại Nha Trang.
- 10–11 tháng 9: Chuyến thăm Việt Nam của Joe Biden 2023.
- 12 tháng 9: Vụ hỏa hoạn chung cư mini ở Khương Hạ, Hà Nội làm 56 người thiệt mạng và 37 người bị thương.[31]
- 29 tháng 9: Chung kết Miss Universe Vietnam 2023 tổ chức tại thành phố Hồ Chí Minh, Bùi Quỳnh Hoa giành chiến thắng trong cuộc thi này.

### Tháng 10
- 6 tháng 10: Siêu cúp Bóng đá Quốc gia 2023 tổ chức tại Hà Nội, câu lạc bộ bóng đá Đông Á Thanh Hóa giành chức vô địch trong giải đấu này.
- 8 tháng 10: Chung kết Đường lên đỉnh Olympia năm thứ 23.
- 14 tháng 10: Chung kết Hoa hậu Trái Đất Việt Nam 2023 tổ chức tại thành phố Hồ Chí Minh, Đỗ Thị Lan Anh giành chiến thắng trong cuộc thi này.
- 20 tháng 10: COVID-19 không còn là bệnh truyền nhiễm đặc biệt nguy hiểm (nhóm A).[32]
- 22 tháng 10: Lần đầu tiên sau nhiều tháng, không có ca COVID-19 mới.[33]
- 25 tháng 10: Chung kết Hoa hậu Hòa bình Quốc tế 2023 tổ chức tại Thành phố Hồ Chí Minh, Luciana Fuster giành chiến thắng trong cuộc thi này.
- 29 tháng 10: Quyết định 3983/QĐ-BYT, bãi bỏ 160 văn bản phòng, chống dịch COVID-19 do Bộ Y tế ban hành, có hiệu lực.[34]

### Tháng 11
- 1 tháng 11: Bộ Y tế dừng cung cấp bản tin dịch COVID-19 hàng ngày.[34]
- 21–25 tháng 11: Liên hoan phim Việt Nam lần thứ 23 tổ chức tại Đà Lạt.

### Tháng 12
- 4 tháng 12: Zing News trở lại hoạt động sau 5 tháng đóng cửa và được đổi thành ZNews.[35]
- 22 tháng 12: Chung kết Hoa hậu Trái Đất 2023 tổ chức tại Thành phố Hồ Chí Minh, Drita Ziri giành chiến thắng trong cuộc thi này.
- 23 tháng 12: Chung kết Người đẹp Tây Đô 2023 tổ chức tại Cần Thơ, Nguyễn Ngọc Kiều Duy giành chiến thắng trong cuộc thi này.[36]
- 31 tháng 12: Chung kết Hoa hậu Hoàn vũ Việt Nam 2023 tổ chức tại Lâm Đồng, Bùi Xuân Hạnh giành chiến thắng trong cuộc thi này.

## Mất

### Tháng 1
- 4 tháng 1: Thái Lý Hạo Nam, 10
- 6 tháng 1: Nguyễn Thọ Chân, 100, Nguyên Bộ trưởng Bộ Lao động Việt Nam[37]
- 16 tháng 1: Doãn Hoàng Giang, 84, nghệ sĩ nhân dân
- 22 tháng 1: Trần Tiến, 85, nghệ sĩ nhân dân
- 23 tháng 1: Giang Nam, 93, nhà thơ
- 26 tháng 1: Võ Văn Ái, 87, nhà thơ, nhà báo
- 29 tháng 1: Lê Dũng, 56, Thiếu tướng[38]
- 31 tháng 1: Thái Thị Liên, 104, nghệ sĩ piano

### Tháng 2

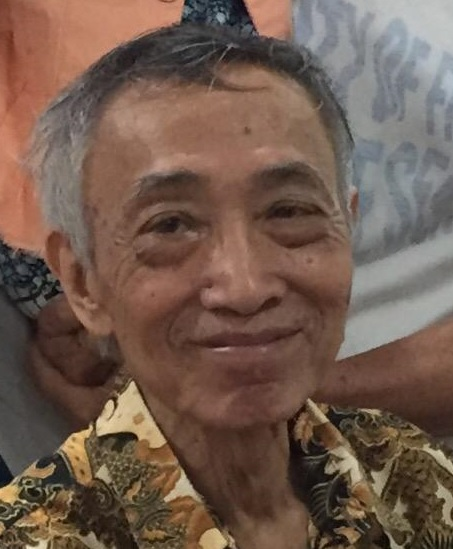
Dương Tường
(1932 – 2023)

- 9 tháng 2: Bùi Văn Tùng, 93, Đại tá
- 13 tháng 2: Hứa Thị Phấn, 76, doanh nhân
- 14 tháng 2: Văn Vượng, 81, nghệ sĩ
- 20 tháng 2: 
  - Thiên Kim, 89, diễn viên
  - Đỗ Văn Ninh, 83, Đại tá
- 24 tháng 2: Dương Tường, 90, nhà văn

### Tháng 3
- 5 tháng 3: Vũ Linh, 64, nghệ sĩ cải lương
- 11 tháng 3: Diệp Lang, 82, nghệ sĩ cải lương
- 12 tháng 3: Nguyễn Đình Trí, 92, giáo sư.
- 16 tháng 3: Thụy Vân, 82, diễn viên
- 19 tháng 3: Nguyễn Thế Anh, 86, giáo sư
- 23 tháng 3: Lê Văn Tấn, 25, cầu thủ bóng đá[39]

### Tháng 4
- 27 tháng 4: Trần Đình Hùng, 94, sĩ quan.

### Tháng 5
- 15 tháng 5: Lê Hải Lý, 87–88, sĩ quan
- 19 tháng 5: Lê Mộng Nguyên, 93, nhạc sĩ.
- 28 tháng 5: Trần Phi Hổ, 70, sĩ quan.

### Tháng 6

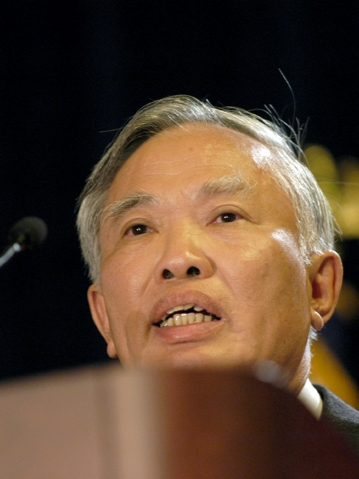
Vũ Khoan
(1937 – 2023)

- 2 tháng 6: Xuân Tiên, 102, nhạc sĩ.
- 21 tháng 6: Vũ Khoan, 85, Phó Thủ tướng.

### Tháng 7
- 1 tháng 7: Bùi Đình Hạc, 89, đạo diễn.
- 6 tháng 7: 
  - Lâm Thị Mỹ Dạ, 73, nhà thơ.
  - Lê Phước Thọ, 95, nguyên Trưởng ban Tổ chức Trung ương.
- 17 tháng 7: Nguyễn Văn Thành, 72, nhà ngoại giao.[40]
- 19 tháng 7:
  - Nguyễn Khánh, 95, Phó thủ tướng.
  - Trần Bảng, 96–97, đạo diễn.
- 24 tháng 7: Hoàng Phủ Ngọc Tường, 85, nhà văn.
- 26 tháng 7: Tôn Thất Lập, 81, nhạc sĩ.

### Tháng 8

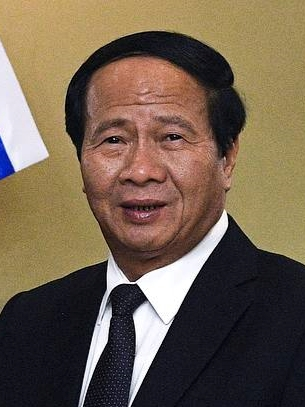
Lê Văn Thành
(1962 – 2023)

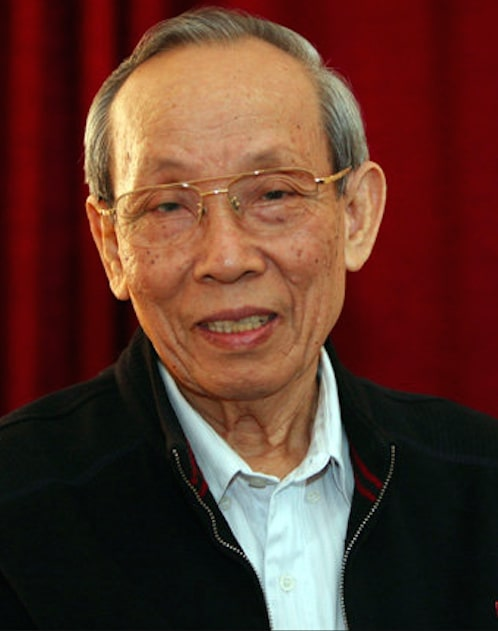
Trần Hồng Quân
(1937 – 2023)

- 1 tháng 8: Dương Văn Ngộ, 93, nhân viên bưu điện và người viết thư.
- 22 tháng 8: Lê Văn Thành, 60, chính khách.
- 25 tháng 8: Trần Hồng Quân, 86, chính khách và nhà giáo dục.
- 28 tháng 8: Nguyễn Xuân Tiến, 58, Bí thư tỉnh ủy Lâm Đồng.

### Tháng 9

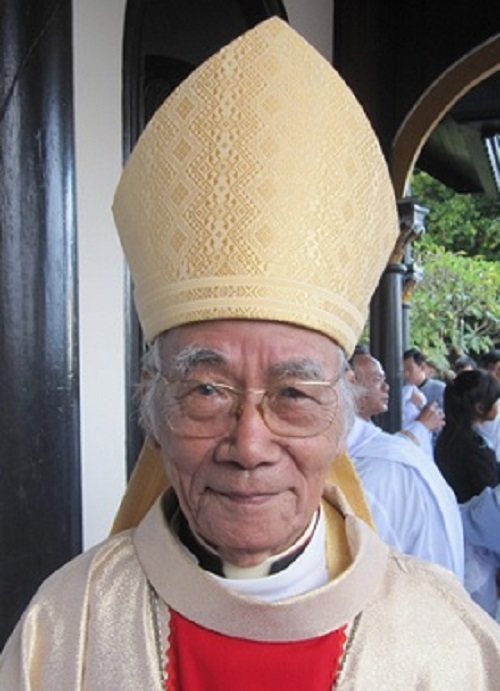
Phêrô Trần Thanh Chung
(1926 – 2023)

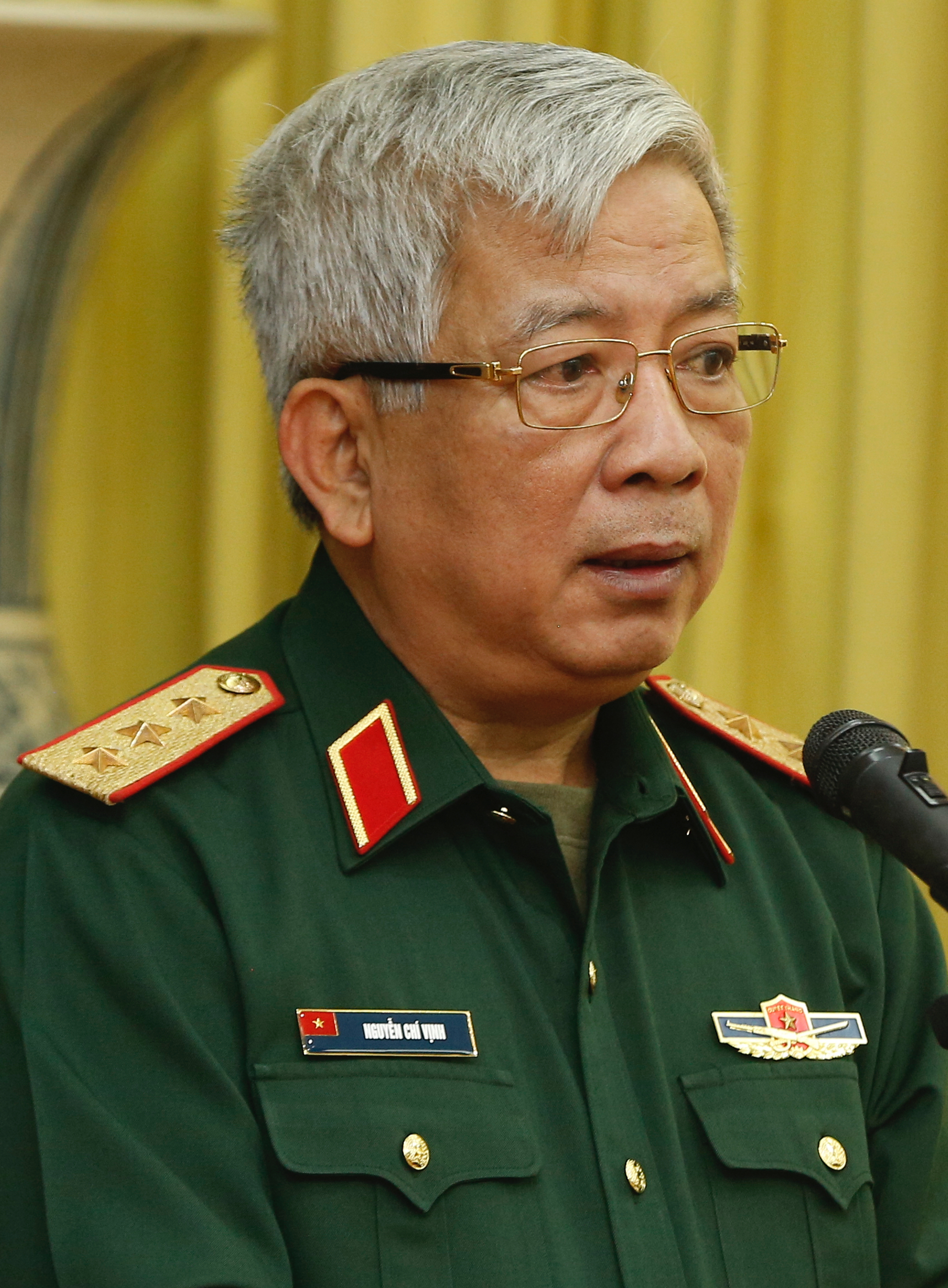
Nguyễn Chí Vịnh
(1959 – 2023)

- 10 tháng 9: Phêrô Trần Thanh Chung, 96, giám mục.
- 14 tháng 9: Nguyễn Chí Vịnh, 64, sĩ quan.
- 20 tháng 9: Đào Trọng Khánh, 83, đạo diễn.
- 24 tháng 9: Quốc Dũng, 72, nhạc sĩ
- 28 tháng 9: Y Vũ, 83, nhạc sĩ.

### Tháng 10
- 6 tháng 10: Đào Nguyên Cát, 95, doanh nhân.
- 15 tháng 10: Tùng Lâm, 89, nghệ sĩ hài.
- 17 tháng 10: Chu Minh, 92, nhạc sĩ.

### Tháng 11
- 16 tháng 11: Thành Được, 89, nghệ sĩ.
- 21 tháng 11: Phaolô Tịnh Nguyễn Bình Tĩnh, 93, giám mục.
- 22 tháng 11: Nguyễn Quí Đức, 64, phát thanh viên.
- 24 tháng 11: Thích Tuệ Sỹ, 78–80, Hòa thượng.[41]
- 28 tháng 11: Nguyễn Đình Toàn, 87, nghệ sĩ.

### Tháng 12
- 4 tháng 12: Đào Duy Hiệp, 70, nhà nghiên cứu văn học
- 7 tháng 12: Văn Hường, 89, ca sĩ